# Jezioro Zajączkowskie
Jezioro Zajączkowskie – jezioro morenowe na Pojezierzu Poznańskim, w województwie wielkopolskim, na terenie powiatu szamotulskiego, w gminie Pniewy, we wsi Zajączkowo.

## Charakterystyka
Jezioro Zajączkowskie to akwen o powierzchni 46,5 ha. Średnia głębokość wynosi 10,2 m, maksymalna - 35,4 m. Jezioro ma długość 1505 m, a szerokość 520 m. Zbiornik jest wyraźnie rozgraniczony półwyspem. Ma wypłyconą południową zatokę i rozległy głęboczek. Dno charakteryzuje się bardzo regularnym ukształtowaniem misy z równoramiennym opadaniem ku środkowi jeziora, gdzie znajduje się maksymalna głębokość. Roślinność brzegowa reprezentowana jest przez trzcinę pospolitą, pałkę wąsko- i szerokolistną, mannę mielec i pojedyncze skupienie situ. Roślinność ta porasta wzdłuż około 80% linii brzegowej. Roślinność o liściach pływających tworzy rozległe obszary (około 10 ha) – dominuje grążel żółty, grzybień biały i strzałka wodna. W okresie wiosny i jesieni woda osiąga przeźroczystość do 4 m, w lecie do 1 m.
Zlewnie jeziora zajmują pola uprawne i łąki oraz wieś Zajączkowo przy południowo-wschodnim brzegu. Zbiornik ten ma dwa małe dopływy z torfianek i jeden okresowy dopływ z pól - rów melioracyjny. Odpływ jeziora znajduje się w północno-zachodniej jego części, jest silnie zarośnięty i łączy się z Jeziorem Psarskim. Półwysep oddzielający głęboczki jeziora pokryty jest zabytkowym parkiem ze starymi drzewami. Na północnym brzegu półwyspu znajduje się plaża z pomostem i strzeżonym kąpieliskiem